# Lethrus nasreddinovi
Lethrus nasreddinovi är en skalbaggsart som beskrevs av Nikolajev 1987. Lethrus nasreddinovi ingår i släktet Lethrus och familjen tordyvlar. Inga underarter finns listade i Catalogue of Life.